# Luc Deleu
Luc Deleu (Duffel, 1944) arquitecte, urbanista i artista de Bèlgica.

## Biografia
Titulat el 1969 per l'Institut d'Arquitectura Saint-Luc de Brussel·les organitza ja l'any següent una exposició titulada “Les Adieux de Luc Deleu à l'architecture”. El 1970 funda el gabinet TOP Office, a partir de la idea que té de quin ha de ser l'ús de l'arquitectura i l'urbanisme a l'època moderna. Els seus projectes utòpics posen èmfasis en la utilització de l'espai urbà de forma més eficient i intensiva de la que s'ha dut a terme fins ara. El 1980 va “Orban Planning Manifest”, en el qual per primera vegada, es parla de les responsabilitats que té l'arquitectura i la construcció a escala global.

## T.O.P Office
El 1970, Luc Deleu i la seva esposa Laurette Gillemot, van fundar T.O.P Office, un estudi d'urbanisme i arquitectura que desenvolupa les seves idees a través d'exposicions i una participació provocadora en els concursos públics d'arquitectura.
La motivació i l'objectiu de l'estudi era qüestionar la posició i el deure de l'arquitectura i el disseny urbà en la societat actual. Amb freqüència proper a l'art conceptual, el conjunt del treball de Luc Deleu, està, doncs, concebut com una reflexió polèmica i irònica sobre l'estatus, la funció i la pràctica de l'arquitectura contemporània. Així doncs es va crear amb la convicció que seria millor reduir l'impacte espacial de la construcció.
Els primers treballs van anar lligats a la convicció que l'evolució dels mitjans de comunicació permetria el renaixement d'una vida més nòmada, així que van intentar trencar amb la immobilitat dels béns i el privilegi exclusiu de la construcció com la vida i allotjament del treball. Del 1972 al 1980, van realitzar diverses propostes, imaginant des d'una perspectiva ecològica la planificació urbana, com un “avant la lettre” de la sostenibilitat. El 1980 aquests punts de vista van quedar cristal·litzats al “Orban Planning Manifest”, que fa referència a les responsabilitats que té l'arquitectura i l'Edificació. El desenvolupament del concepte d'orbanisme, aborda a una escala planetària els problemes plantejats per l'arquitectura i l'ordenació del territori i anticipa problemes tan contemporanis com són la contaminació ambiental, la superpoblació o el conflicte entre propietat privada i col·lectiva.
L'estudi va anar incorporant col·laboradors. El 1977 s'hi va incorporar Isabelle De Smet i Steven Van den Bergh. El 1980, va començar una sèrie de treballs consagrats als problemes de percepció i d'escala, que es traduiran especialment en el projecte d'edificis bessons idèntics que poden ser construïts en vertical o en horitzontal, desplaçant-se cap a les infraestructures.

### Exposicions individuals (Selecció)
- 2013 Stroom, The Hague

- 2012 Rossi Contemporary, Brussels

- 2008 Rossi Contemporary, Brussels

- 2007 Galerie Micheline Szwajcer, Antwerp (one-day presentation of the project Orban Space)

- 2005 Paleis voor Schone Kunsten-Palais des Beaux-Arts, Brussels

- 2004 Espace architecturale La Cambre, Brussels

- 2000 Centre d'Art Contemporain Chapelle Saint-Jacques, Saint-Gaudens

### Exposicions col·lectives (Selecció)
- 2013 Passages, Artworks along the north-south connection, Recyclart, Jonction, BMA, ADT-ATO, Brussels

- 2011 Museum of Affects, Museum of Contemporary Art Metelkova, Ljubljana

- 2008 Brussels Biennial, Brussels

- 2006 Shangai 5 Biennale, Shangai Art Museum

- 2000 Horta and After - 25 Masters of Modern Architecture in Belgium, Prague

## Arquitectura amb contenidors
Les propostes de T.O.P Office, no són del tot convencionals, han estat mal vistes i criticades pel sector més conservador de l'art, però tot i així les estructures fetes amb contenidors han estat un esdeveniment internacional. Malgrat que molts el consideren un artista, Deleu afirma que és un arquitecte, ja que crea edificis, i construccions tan monumentals com ponts, torres, arcs de triomf o obeliscs tot i fer-ho a partir d'objectes tan banals com els contenidors, donant un gir a l'arquitectura tradicional.
Deleu treballa amb els contenidors com si es tractessin de peces de Lego, i afirma que són un element ideal per a la construcció, tot i que inicialment només els utilitzava per les seves escultures, presentades a diverses exposicions. Com va dir ell mateix: “I think it’s every architect’s dream to build a city out of Lego. The Russian constructivists had the idea to use cranes to pile-up prefabricated units, and Archigram – a firm that was very important during my studies - also dreamt of that.” 
Amb aquests treballa a partir de contenidors, Deleu apel·la a la globalització, ja que es poden trobar a qualsevol lloc del món. A la fira Internacional d'Art Contemporani de Paris, va fer la construcción minimalista “Porte Phi”, on els contenidors gairebé imitaven l'entrada barroca del Grand Palais, situada just davant. El 2005, va crear un pont temporani a Gorinchem, Països Baixos, col·locant dos contenidors oberts sobre un canal.

### A Catalunya
A Barcelona l'Espai 10 de la Fundació Joan Miró va organtizar l'única intervenció monumental que va treure a l'espai públic al llarg de la seva història, i per a la qual es va comptar amb l'ajuda de l'arquitecta Beth Galí. Deleu
va construir un arc de triomf de quinze metres d'altura amb tres contenidors cedits per la Compañía Trasatlántica Española que es van fixar a terra amb quitrà per insistir en la memòria dels modes de subjecció en els vaixells.
Aquest arc, efímer, era una estructura sense funció, buidada de la semàntica d'homenatge que acostuma a acompanyar aquests elements arquitectònics, cosa que es va subratllar gràcies al fet d'instal·lar-la al costat de l'arc de triomf commemoratiu del 1888.

## Llibres i publicacions
- Luc Deleu - T.O.P. office : ORBAN SPACE. Publicat per : Valiz, Amsterdam ISBN 978-90-78088-60-8
- URBI ET ORBI, 2002. Concept and redaction : Luc Deleu and Hans Theys Publicat per : Ludion Ghent-Amsterdam ISBN 90-5544-425-1